# Concressault
Concressault (prononcé [kɔ̃kʁøso], [kɔ̃kso]) est une commune française située dans le département du Cher en région Centre-Val de Loire.

## Géographie
La commune est accessible, au nord-ouest, par la route départementale 8 et, au sud-est, par la route départementale 11.
La commune fait partie du canton de Sancerre.

### Climat
Pour des articles plus généraux, voir Climat du Centre-Val de Loire et Climat du Cher.
En 2010, le climat de la commune est de type climat océanique dégradé des plaines du Centre et du Nord, selon une étude du CNRS s'appuyant sur une série de données couvrant la période 1971-2000. En 2020, Météo-France publie une typologie des climats de la France métropolitaine dans laquelle la commune est exposée à un climat océanique altéré et est dans la région climatique  Centre et contreforts nord du Massif Central, caractérisée par un air sec en été et un bon ensoleillement. 
Pour la période 1971-2000, la température annuelle moyenne est de 10,6 °C, avec une amplitude thermique annuelle de 15,4 °C. Le cumul annuel moyen de précipitations est de 757 mm, avec 11,8 jours de précipitations en janvier et 7,3 jours en juillet. Pour la période 1991-2020, la température moyenne annuelle observée sur la station météorologique la plus proche, située sur la commune de Vailly-sur-Sauldre à 7 km à vol d'oiseau, est de 11,3 °C et le cumul annuel moyen de précipitations est de 792,8 mm,. Pour l'avenir, les paramètres climatiques de la commune estimés pour 2050 selon différents scénarios d'émission de gaz à effet de serre sont consultables sur un site dédié publié par Météo-France en novembre 2022.

## Urbanisme

### Typologie
Au 1er janvier 2024, Concressault est catégorisée commune rurale à habitat dispersé, selon la nouvelle grille communale de densité à 7 niveaux définie par l'Insee en 2022.
Elle est située hors unité urbaine. Par ailleurs la commune fait partie de l'aire d'attraction d'Aubigny-sur-Nère, dont elle est une commune de la couronne,. Cette aire, qui regroupe 16 communes, est catégorisée dans les aires de moins de 50 000 habitants,.

### Occupation des sols
L'occupation des sols de la commune, telle qu'elle ressort de la base de données européenne d’occupation biophysique des sols Corine Land Cover (CLC), est marquée par l'importance des territoires agricoles (95,6 % en 2018), une proportion identique à celle de 1990 (95,6 %). La répartition détaillée en 2018 est la suivante : 
terres arables (80,1 %), prairies (9,3 %), zones agricoles hétérogènes (6,2 %), forêts (4,4 %).
L'évolution de l’occupation des sols de la commune et de ses infrastructures peut être observée sur les différentes représentations cartographiques du territoire : la carte de Cassini (XVIIIe siècle), la carte d'état-major (1820-1866) et les cartes ou photos aériennes de l'IGN pour la période actuelle (1950 à aujourd'hui).

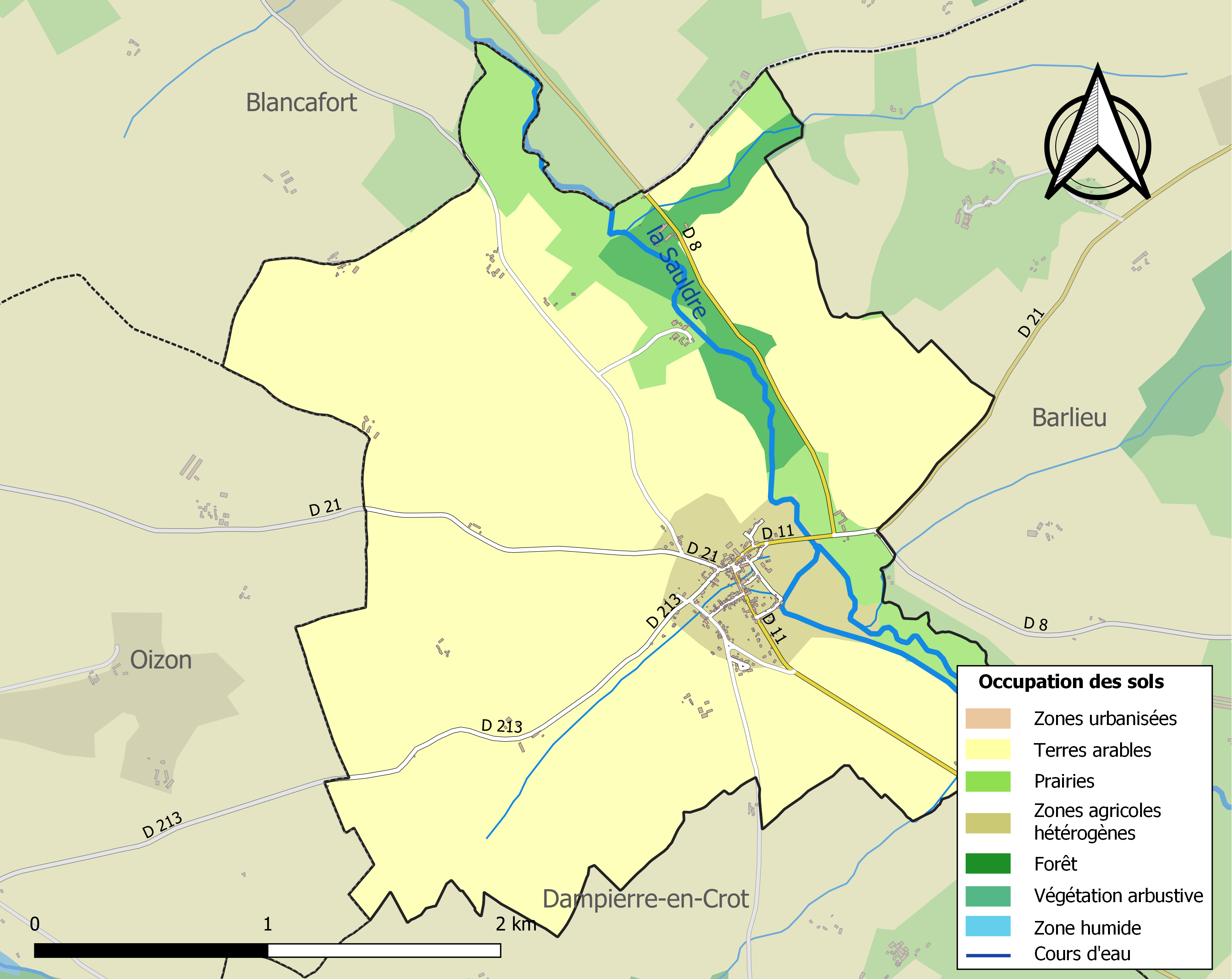
Carte des infrastructures et de l'occupation des sols de la commune en 2018 (CLC).

### Risques majeurs
Le territoire de la commune de Concressault est vulnérable à différents aléas naturels : météorologiques (tempête, orage, neige, grand froid, canicule ou sécheresse) et séisme (sismicité très faible). Un site publié par le BRGM permet d'évaluer simplement et rapidement les risques d'un bien localisé soit par son adresse soit par le numéro de sa parcelle.

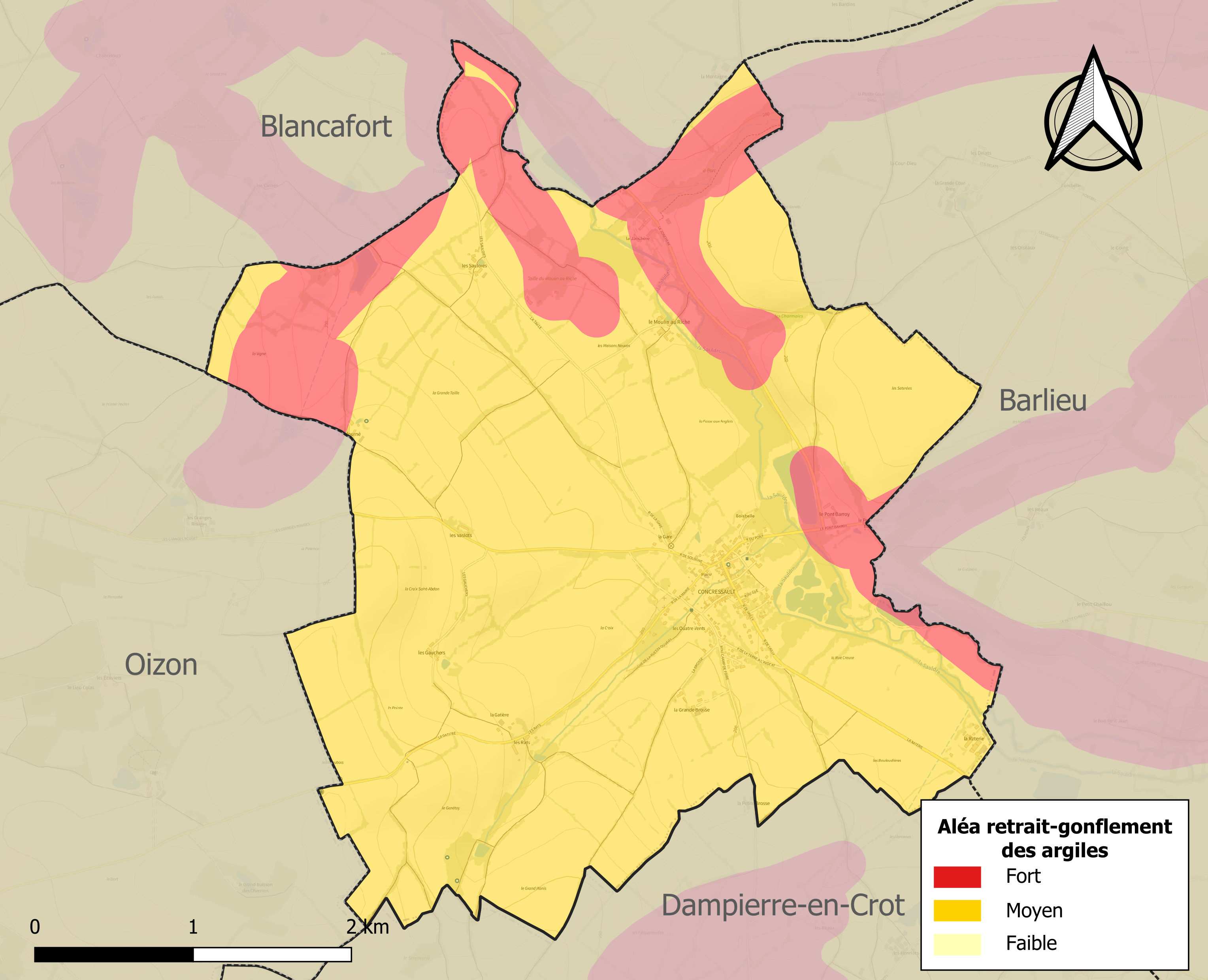
Carte des zones d'aléa retrait-gonflement des sols argileux de Concressault.

Le retrait-gonflement des sols argileux est susceptible d'engendrer des dommages importants aux bâtiments en cas d’alternance de périodes de sécheresse et de pluie. La totalité de la commune est en aléa moyen ou fort (90 % au niveau départemental et 48,5 % au niveau national). Sur les 155 bâtiments dénombrés sur la commune en 2019, 155 sont en aléa moyen ou fort, soit 100 %, à comparer aux 83 % au niveau départemental et 54 % au niveau national. Une cartographie de l'exposition du territoire national au retrait gonflement des sols argileux est disponible sur le site du BRGM,.
Concernant les mouvements de terrains, la commune a été reconnue en état de catastrophe naturelle au titre des dommages causés par la sécheresse en 1989 et 2019 et par des mouvements de terrain en 1999.

## Toponymie
Selon Albert Dauzat (1963), Concressault viendrait du latin cortem = domaine rural, et Curzi-wald, nom de personne germanique, (wald =gouverner). Pour Ernest Nègre (1900), Concorcelli en 1188, proviendrait de cortem et d'un nom de personne germanique Cunthild : Cort-Contial serait devenu Con-Corciald par métathèse  des consonnes r et n (n permutation de deux phonèmes). En 1840, Pierquin de Gembloux indiquait que les étymologistes classiques faisaient venir ce nom de Concordiae Saltus (le bois de la concorde) et adhère à cette thèse ; il écrit : "succédant peut-être à une forêt sacrée, un temple de la Concorde, dont on n'a point encore découvert les vestiges, y attira sans doute la piété gallo-romaine ; et l'invasion anglo-saxonne, loin de lui enlever son caractère antique ne fit que l'augmenter en y fixant le séjour du prince : de là le mot tudesque ou theuton de Kurt, précédant l'ancienne dénomination".  Formes anciennes du nom : De Concorcialdo (Xe siècle), Concurcallum (1012), Concurceaul (vers 1012), Concurcial (1040), Corconcialdum (vers 1060), Curconcal (1065), Concorcellum (1087, 1351), Concurcarlum (1100), Corconcialum (1102),  Concorthau (1119), Corcociacum (1123), De Corcociaco (1123),Concorthallum (1129), Concurciacum (1130), Concortallum (1144), Concorciacum (1163), Curconcellium (1168), Cumcorcaut (1176), Cucurciandum (1182), Concorcelli (1188), Concruceaut (vers 1201),  Concorcaudum (1203), Concorceallum (1203), Conquerceaut (1217), Concorchaut (1222), Concorceaut (1227), Concorcauz (1239), Concourcaut (1343), Concorsaut (1380), Concorsault (1416, 1437, 1529), Concoursault (1453, 1505), de Concrecello (1502), Concursault (1558), Concressault (1567, 1586, 1788, Cassini), Concresault (1582),  Concordiae Saltus (1648), Concordialum (1766). A noter qu'en patois local, Concressault se dit Conqu'sault.https://les-noms-de-lieux-de-vailly-sur-sauldre.e-monsite.com/

## Histoire
Concressault ayant été entouré de remparts au Moyen Âge, la localité avait le statut de « ville ». Le village s'est développé autour d’un château construit à l’écart du village plus ancien de Dampierre-en-Crot. Le nouveau village installé autour du château se développa et finit par devenir plus important que l’ancien.

### Le château de Concressault
Dans son ouvrage manuscrit sur le Berry, Nicolas de Nicolay nous a laissé une description du château-fort de Concressault, tel qu’il se présentait en 1567. Selon cet auteur, la forteresse primitive de Concressault fut ruinée par les Anglais au cours de la guerre de Cent Ans. Peu après sa destruction, le duc Jean de Berry (1340-1416) la réédifia plus solidement qu’elle n’était auparavant. Le château reconstruit à la fin du XIVe siècle était de forme hexagonale, avec des murs de grosses pierres de 32 mètres de hauteur et de 12 mètres environ d’épaisseur. Les bâtiments étaient en briques de diverses couleurs et couverts en ardoise. Les fossés avaient une largeur de 32 mètres et une profondeur de 4 mètres. À noter que les contreforts jouxtant l'entrée étaient décorés de statues placées dans des niches à dais.
Jean II Stuart de Darnley, connétable d'Écosse, est récompensé de sa participation à la bataille de Baugé par la seigneurie de Concressault, près de Sancerre. Ce dernier deviendra aussi seigneur d'Aubigny-sur-Nère en mars 1423. Sous le règne de Charles VII (1422-1461), le château fut à nouveau assiégé par les Anglais, qui ne parvinrent pas à s’en emparer. Poursuivis par les Français, ils confondirent une fosse étroite et profonde avec la Sauldre qu’ils pensaient pouvoir passer à gué. Beaucoup s’y étant noyés, cet endroit fut appelé par la suite la fosse aux Anglais.

### Le bailliage royal de Concressault
Après avoir été une simple châtellenie, Concressault devint siège d'un bailliage royal sous le règne de Charles VIII (1483-1498) en remplacement d'Aubigny-sur-Nère, donné par le roi à la famille écossaise des Stuart. On y suivait la coutume de Lorris-Montargis pour les fiefs, et de Berry pour les biens en roture. 
Du bailliage royal de Concressault ressortissaient les justices suivantes : ville et paroisse de Concressault ; ville et paroisse d'Aubigny-sur-Nère ; ville et paroisse de La Chapelle-d'Angillon ; Oizon ; châtellenie, paroisse et bourg d'Argent-sur-Sauldre ; châtellenie et paroisse de Clermont de Beanieu [= Clémont] ; Blancafort ; Autry-le-Châtel ; Poilly-lez-Gien, Saint-Martin-sur-Ocre ; Saint-Brisson ; Saint-Firmin-sur-Loire ; Pierrefitte-ès-Bois ; Cernoy-en-Berry ; Sury-ès-Bois ; la châtellenie de Vailly (Vailly-sur-Sauldre) ; Barlieu ; Thou ; Dampierre ; Villegenon ; Assigny ; Seligny (Subligny) ; Savigny (Savigny-en-Sancerre) ; Belleville-sur-Loire ; Boulleret ; Bannay ; Saint-Jame (Sainte-Gemme-en-Sancerrois) ; Jars ; Notre-Dame du Noyer [=Le Noyer] ; Sens (Sens-Beaujeu) ; Neuilly-en-Sancerre ; Crézancy-en-Sancerre ; Mennetou (Menetou-Râtel) ; Ivoy-le-Pré ; La Chapelotte ; Méry-ès-Bois ; Presly-le-Chétif [Presly] ; Ennordres ; Ménétréol-sur-Sauldre.

## Politique et administration
| Période                                  | Période   | Identité          | Étiquette | Qualité                                  |
| ---------------------------------------- | --------- | ----------------- | --------- | ---------------------------------------- |
| Les données manquantes sont à compléter. |           |                   |           |                                          |
| ?                                        | ?         | Claude Fleuriet   |           |                                          |
| mars 2001                                | mars 2008 | Jacques Willemin  |           |                                          |
| mars 2008                                | 2014      | Anne-Marie Legras | SE        | ingénieur de recherche au CNRS retraitée |
| mars 2014                                | En cours  | Antoine Fleuriet, |           | Ancien cadre                             |

## Démographie
L'évolution du nombre d'habitants est connue à travers les recensements de la population effectués dans la commune depuis 1793. Pour les communes de moins de 10 000 habitants, une enquête de recensement portant sur toute la population est réalisée tous les cinq ans, les populations de référence des années intermédiaires étant quant à elles estimées par interpolation ou extrapolation. Pour la commune, le premier recensement exhaustif entrant dans le cadre du nouveau dispositif a été réalisé en 2008.

En 2022, la commune comptait 196 habitants, en évolution de −4,39 % par rapport à 2016 (Cher : −2,48 %, France hors Mayotte : +2,11 %).
| 1793 | 1800 | 1806 | 1821 | 1831 | 1836 | 1841 | 1846 | 1851 |
| ---- | ---- | ---- | ---- | ---- | ---- | ---- | ---- | ---- |
| 360  | 360  | 421  | 307  | 410  | 445  | 458  | 493  | 526  |

| 1856 | 1861 | 1866 | 1872 | 1876 | 1881 | 1886 | 1891 | 1896 |
| ---- | ---- | ---- | ---- | ---- | ---- | ---- | ---- | ---- |
| 536  | 578  | 606  | 598  | 631  | 623  | 665  | 647  | 649  |

| 1901 | 1906 | 1911 | 1921 | 1926 | 1931 | 1936 | 1946 | 1954 |
| ---- | ---- | ---- | ---- | ---- | ---- | ---- | ---- | ---- |
| 598  | 618  | 553  | 512  | 508  | 456  | 415  | 384  | 337  |

| 1962 | 1968 | 1975 | 1982 | 1990 | 1999 | 2006 | 2008 | 2013 |
| ---- | ---- | ---- | ---- | ---- | ---- | ---- | ---- | ---- |
| 298  | 261  | 232  | 216  | 236  | 214  | 224  | 227  | 215  |

| 2018 | 2022 | - | - | - | - | - | - | - |
| ---- | ---- | - | - | - | - | - | - | - |
| 203  | 196  | - | - | - | - | - | - | - |

## Culture locale et patrimoine

### Lieux et monuments
- Domaine du Moulin-Riche. XVIe et XIXe siècles.
  - Domaine représentatif de l’architecture rurale en Pays Fort : grange pyramidale, moulins, petit matériel agricole XIXe siècle.
  - Les deux moulins situés de part et d’autre de la rivière de la Grande-Sauldre, y compris le mécanisme et le lit du valet à l’intérieur du moulin situé sur la rive gauche de la rivière, la grange de type pyramidal, à pans de bois, y compris sa charpente sur poteaux, sa distribution intérieure et son auvent, les façade, côtés et toitures de l’étable avec le fenil et celles du poulailler qui sont accolés à cette grange, la grange de type rectangulaire traditionnel, à pans de bois, située au Nord-Ouest, les façade, côtés et toitures de l’ancienne grange ou remise, à pans de bois, accolée à la maison de maître, les façade, côtés et toitures de l’ancienne bergerie, à pans de bois, transformée en maison d’habitation, située en bordure de la rivière de la Grande-Sauldre, au Sud-Est, sont inscrits sur l’Inventaire supplémentaire des Monuments historiques : arrêté du 21 mai 1987.
- Musée de la Sorcellerie, à La Jonchère ; musée privé, ouverture avril 1993, fermeture définitive automne 2016.

### Personnalités liées à la commune
- Michel de Castelnau de la Mauvissière (1517-1592), militaire et ambassadeur de France en Angleterre (1575-1585), auteur de Mémoires reconnues, a été seigneur de Concressault (orthographié "Concressaut", voire "Concressant" à l'époque).

### Héraldique
| Blason de Concressault | Les armes de Concressault se blasonnent ainsi : Bandé d'or et de gueules de six pièces. |